# Férfi kajak egyes 10 000 méter az 1952. évi nyári olimpiai játékokon
Az 1952. évi nyári olimpiai játékokon a kajak-kenu férfi kajak egyes 10 000 méteres versenyszámát július 27-én rendezték Taivallahti-ben.

## Eredmények

### Döntő
| Helyezés | Név                     | Nemzet                 | Idő     | Mj |
| -------- | ----------------------- | ---------------------- | ------- | -- |
| Arany    | Thorvald Strömberg      | Finnország (FIN)       | 47:22,8 |    |
| Ezüst    | Gert Fredriksson        | Svédország (SWE)       | 47:34,1 |    |
| Bronz    | Michel Scheuer          | Németország (GER)      | 47:54,5 |    |
| 4.       | Ejvind Hansen           | Dánia (DEN)            | 47:58,8 |    |
| 5.       | Hans Martin Gulbrandsen | Norvégia (NOR)         | 48:12,9 |    |
| 6.       | Miloš Pech              | Csehszlovákia (TCH)    | 48:25,8 |    |
| 7.       | Ivan Sotnikov           | Szovjetunió (URS)      | 48:36,8 |    |
| 8.       | Jochem Bobeldijk        | Hollandia (NED)        | 49:36,2 |    |
| 9.       | Alfred Schmidtberger    | Ausztria (AUT)         | 49:45,6 |    |
| 10.      | Pierre Derivery         | Franciaország (FRA)    | 49:48,5 |    |
| 11.      | Hilaire Deprez          | Belgium (BEL)          | 50:20,6 |    |
| 12.      | Geoffrey Colyer         | Nagy-Britannia (GBR)   | 50:55,3 |    |
| 13.      | Josip Lipokatič         | Jugoszlávia (YUG)      | 51:01,3 |    |
| 14.      | William Schuette        | Egyesült Államok (USA) | 52:44,6 |    |
| 15.      | Aldo Albera             | Olaszország (ITA)      | 53:49,2 |    |
| 16.      | Raymond Kamber          | Svájc (SUI)            | 54:57,3 |    |
| 17.      | Léon Roth               | Luxemburg (LUX)        | 56:02,9 |    |